# Santa Ana (Guichicovi)
Santa Ana es una localidad del estado mexicano de Oaxaca, localizada en el istmo de Tehuantepec y en el municipio de San Juan Guichicovi, siendo la segunda localidad mas poblada, solo detrás de la cabecera municipal.

## Ubicación
La localidad está ubicada al norte del municipio a 28 km en dirección norte de la cabecera mmunicipal, siguiendo la brecha carretera y la carretera transismica. En las coordenadas geográficas 17°3′17″N 95°5′9″O / 17.05472, -95.08583.